# 탈 팔로우
탈 팔로우(Tal Farlow, 1921년 6월 7일 ~ 1998년 7월 25일)는 미국의 재즈 기타리스트였다. 그는 그의 크고 빠른 손이 플레트보드 위로 어떻게 퍼졌는지를 이유로 "문어"라는 별명이 붙었다. 스티브 로친스키가 언급했듯이, "찰리 크리스천 이후 1세대에 등장할 모든 기타리스트들 중, 탈 팔로우는 다른 누구보다도 초기 일렉트릭 기타 마스터와 관련된 리듬, 멜로디, 하모닉 어휘를 넘어설 수 있었다. 탈의 놀라운 속도, 길고 짜는 선, 리드미컬한 흥분, 고도로 발달된 조화 감각, 그리고 엄청난 도달력(물리적, 음악적)은 그가 다른 것과는 분명히 다른 스타일을 창조할 수 있게 해주었다."라고 말했다. 그의 시대의 기타리스트들이 리듬 화음을 선형 멜로디와 결합했을 때, 팔로우는 조화롭게 풍부한 음색에 따라 다른 단일 음을 클러스터로 배치했다. 음악평론가 스튜어트 니콜슨이 말했듯이, "기타 능력 면에서, 그것은 로저 배니스터가 4분 마일을 돌파한 것과 맞먹는다."

## 생애 및 경력
탈 팔로우는 미국 노스캐롤라이나주 그린즈버러에서 태어났다. 그는 22살 때 시작한 기타를 독학했다. 그는 우쿨렐레처럼 조율된 만돌린을 연주하며 화음 선율을 배웠다. 그는 우쿨렐레를 연주하는 것이 기타의 높은 네 개의 현을 멜로디와 화음 구조로 사용하고, 두 개의 밑줄은 엄지손가락으로 연주한 베이스 대위법으로 사용했다고 말했다. 그의 유일한 전문적인 훈련은 간판 화가 견습생으로서였다. 그는 가게 라디오에서 빅 밴드 기준을 들을 수 있도록 야간 근무를 요청했다. 그는 빅스 바이더벡, 루이 암스트롱, 에디 랭의 음악을 들었다. 그의 경력은 찰리 크리스천이 베니 굿맨 밴드와 함께 일렉트릭 기타를 연주하는 것을 들은 것에 영향을 받았다. 그는 일렉트릭 기타를 살 여유가 없어 직접 만들었다고 말했다.
팔로우는 인공 하모닉을 사용했고 타악기를 위해 기타를 두드렸고, 납작하고 올무 같은 드럼 소리나 봉고처럼 속이 빈 백비트를 만들었다. 그의 크고 빠른 손은 그에게 "문어"라는 별명을 주었다.

### 사망
이후 그의 경력에서 탈은 사망 후 2005년에 발매된 DVD로 그레이트 기타스의 멤버로 활동했다.
1998년 7월 25일 뉴욕에 있는 메모리얼 슬론 케터링 암 센터에서 77세의 나이로 사망하였다.